# Pocasset (Oklahoma)
Pocasset es un pueblo ubicado en el condado de Grady en el estado estadounidense de Oklahoma. En el año 2010 tenía una población de 	156 habitantes y una densidad poblacional de 130 personas por km².

## Geografía
Pocasset se encuentra ubicado en las coordenadas 35°11′38″N 97°57′14″O / 35.19389, -97.95389 (35.193955, -97.953891).

## Demografía
Según la Oficina del Censo en 2000 los ingresos medios por hogar en la localidad eran de $25,417 y los ingresos medios por familia eran $30,250. Los hombres tenían unos ingresos medios de $26,250 frente a los $15,000 para las mujeres. La renta per cápita para la localidad era de $10,751. Alrededor del 16.0% de la población estaban por debajo del umbral de pobreza.